# Gino Pedrazzoli
Gino Pedrazzoli (Torino, 2 agosto 1884 – San Giovanni del Dosso, 1º gennaio 1973) è stato un generale italiano, che durante la seconda guerra mondiale fu comandante della 48ª Divisione fanteria "Taro", alla testa della quale combatté in Grecia, in Montenegro e in Francia. Decorato con la Croce di Cavaliere dell'Ordine militare di Savoia.

## Biografia
Nacque a Torino il 2 agosto 1884. Arruolatosi nel Regio Esercito frequentò la Regia Accademia Militare di Fanteria e Cavalleria di Modena uscendone nel 1905 con il grado di sottotenente assegnato all'arma di fanteria, corpo dei bersaglieri. Partecipò alla guerra italo-turca e alla prima guerra mondiale quale ufficiale del 2º Reggimento bersaglieri.
Promosso colonnello, nel 1935-1936 comandò il 15º Reggimento fanteria "Savona" e, promosso generale di brigata, passò al comando della fanteria della 13ª Divisione fanteria "Re", ricoprendo questo incarico tra il 1937-1938. Nel 1938 sposò la vedova Chiara Marini, sua vecchia fiamma, dalla quale ebbe due figli.
Durante la seconda guerra mondiale, dal 1940 al 1943, combatté in Grecia, in Montenegro e in Francia, comandando ininterrottamente la 48ª Divisione fanteria "Taro" e fu decorato con la Croce di Cavaliere dell'Ordine militare di Savoia. Il 1º gennaio 1941 fu promosso generale di divisione.
Dopo l'armistizio dell'8 settembre 1943 fu fatto prigioniero dai tedeschi in Francia e rientrò in Patria nel maggio 1945. Promosso generale di corpo d'armata, si spense a San Giovanni del Dosso il 1º gennaio 1973.
Il suo nome compare nel CROWCASS.